# Boisbriand
Boisbriand est une ville située à l'entrée des Basses-Laurentides dans la MRC de Thérèse-De Blainville, au Québec, Canada.

## Histoire & Economie
En septembre 1683, Louis XIV, Roi de France, remet au gentilhomme et militaire Michel-Sidrac Dugué de Boisbriant un vaste territoire situé au nord de la rivière des Mille Îles. Le fief s’étendait depuis Terrebonne jusqu’à la rivière du Chêne, à Saint-Eustache.
L'existence de Boisbriand est intimement lié à trois femmes : Marie-Thérèse Du Gué de Langloiserie, Suzanne de Langloiserie de Blainville et Marie-Anne-Thérèse de Blainville Lamarque (connue sous le nom Thérèse de Blainville), respectivement fille, petite-fille et arrière-petite-fille de Michel-Sidrac Du Gué en contribuant à la fondation de cette seigneurie, sa colonisation et son développement.
Ainsi en 1740, Marie-Thérèse Dugué de Boisbriand, fille de Michel-Sidrac, s'occupe activement de la colonisation du territoire. 1740 marque l'accueil des premiers colons sur la seigneurie. Les frères Joseph, François et Jean Charbonneau, s'installent près de la Grande-Côte, au nord de l’île de Mai.
Vers 1750, le manoir seigneurial est bati par la fille, Suzanne de Langloiserie de Blainville sur la Grande-Côte, là où passe maintenant l’autoroute 15. Ce manoir a aujourd’hui disparu.
Plus tard, Marie-Anne-Thérèse de Blainville Lamarque (connue sous le nom Thérèse de Blainville) succédera à sa mère et s’installera à son tour dans le manoir.
L'implantation d'une première paroisse en 1789 concrétise les efforts des mariages et colonisation catholique, contribuant à l'accélération du peuplement de la région. La construction d'une église, plus au nord (site actuel de l'église de Sainte-Thérèse), permet de créer un nouveau pôle d'attraction. Une quinzaine d'années plus tard, on assiste à la construction des premières routes publiques, dont le boulevard Curé-Labelle, qui s'appelait à l'époque « la Grande ligne ».
Il faut attendre en 1845 avant que ne s'installe un nouveau système d'administration prévoyant l'élection d'administrateurs (maire et échevins) par les propriétaires fonciers. L'année 1888 marque l'avènement de l'électricité dans la région et l'ère industrielle débute.
Le 1er janvier 1946 est fondée la municipalité de Sainte-Thérèse-Ouest. Il s'agit d'un détachement de la grande paroisse de Sainte-Thérèse qui comptait à l'origine les territoires actuels de Saint-Augustin, Saint-Janvier, Sainte-Monique, Sainte-Thérèse, Rosemère, Bois-des-Filion, Lorraine et Blainville.
Le 15 juillet 1970, alors que la population de la municipalité compte 5 600 âmes, le lieutenant-gouverneur du Québec accueille la requête de celle-ci et lui décerne par lettres patentes le statut de « ville » régie par la Loi sur les cités et villes sous le nom de « Sainte-Thérèse-Ouest ». Le conseil de cette municipalité, qui ne comporte qu'un seul quartier, est composé du maire et de six échevins.
En 1964, la General Motors du Canada (GM) décide de construire son usine à Boisbriand. Plusieurs raisons sont à la base de cette décision : la capacité portante du sol, constitué de roc solide situé à faible profondeur, la proximité de la nouvelle autoroute 15 et d’une ligne de chemin de fer principale.
Le 12 octobre 1965 a lieu l'inauguration de l'usine québécoise de GM, sur le site actuel du centre commercial Faubourg Boisbriand.
En 1969, la municipalité de Sainte-Thérèse-Ouest est tenue de se défaire d'une partie importante de son territoire pendant que le gouvernement du Canada expropriait un vaste territoire pour l'aménagement du futur aéroport international de Montréal, qui serait désigné sous le nom de Mirabel. C'est ainsi qu'une partie du chemin de la Côte-Nord et tout le territoire situé au nord de ce chemin, incluant la Côte Sainte-Marianne, faisait maintenant partie du territoire de la ville de Mirabel.
Le 16 mars 1974, le nom de la ville de « Sainte-Thérèse-Ouest » a changé en celui de « Boisbriand » par proclamation signée du lieutenant-gouverneur du Québec. Ce changement de nom concluait un débat amorcé dès 1969 alors que le conseil municipal en place tentait de demander le changement de nom de la ville en celui de Boisbriand mais renoncé  à son projet, à la suite de vigoureuses représentations négatives de la part de deux importantes entreprises de la ville. En 1972, un des membres du nouveau Conseil élu en novembre 1970, J. Maurice Roussel a présenté une nouvelle résolution, accompagnée d'arguments soigneusement préparés et soutenus par les différents organismes locaux, dont des représentants étaient présents dans la salle du conseil. Certains membres du conseil suggéraient que le projet soit mis à l'étude, mais le conseiller Roussel s'est objecté vigoureusement et a demandé le vote. Le conseil n'avait d'autre choix que d'adopter la résolution à l'unanimité et de demander à l'avocat Claude Ouellette d'aller de l'avant. Malgré de nombreuses pressions de la part d'entreprises dont la compagnie General Motors, le projet a été mené à bon port.
En 1994, la Commission de représentation électorale du Québec a sanctionné la division de la ville en districts électoraux, qui seront au nombre de huit. Cette division était obligatoire puisque la population officielle de la ville avait surpassé les 20 000 habitants.
Le 29 août 2002, GM ferme de son usine d'assemblage automobile de Boisbriand, la seule au Québec,.
L’ouverture des premiers commerces du Faubourg Boisbriand construit sur l'ancien site de l'usine commence en 2007. On peut y trouver plusieurs magasins (alimentation, décoration et ameublement, animalerie, mode, services financiers, soins personnels et de beauté, sports), des chaînes de grande surface (Costco, Bureau en Gros, Dollarama et Toys ‘R’ Us) ainsi plusieurs restaurants et bars. Le site abrite également du côté ouest, des bâtiments résidentiels. On y comptait, début 2021, 1 250 unités de logement. Il est prévu 600 unités additionnelles au cours des prochaines années.
Faits marquants de l’histoire du XXe siècle de Boisbriand :
| 1946 | Naissance de la municipalité de Sainte-Thérèse-Ouest.                                                           |
| 1959 | Construction de l’autoroute 15                                                                                  |
| 1962 | Construction de l’autoroute 640                                                                                 |
| 1964 | Arrivée de General Motors à Sainte-Thérèse-Ouest                                                                |
| 1969 | La Ville est tenue de se défaire d’une partie de son territoire, aujourd’hui un secteur de la Ville de Mirabel. |
| 1970 | Le 15 juillet, le statut de ville est accordé à Sainte-Thérèse-Ouest.                                           |
| 1974 | Le 16 mars 1974, la Ville de Sainte-Thérèse-Ouest devient officiellement la Ville de Boisbriand.                |
| 1975 | Mise en service de l’autoroute 13                                                                               |

## Géographie
La rivière des Mille Îles délimite la municipalité du sud-ouest vers le nord-est. 
La rivière aux Chiens coule vers l'est à travers le nord de la municipalité. 

## Démographie
| 1981   | 1986   | 1991   | 1996   | 2001   | 2006   | 2011   | 2016   | 2021   |
| ------ | ------ | ------ | ------ | ------ | ------ | ------ | ------ | ------ |
| 13 471 | 14 360 | 21 124 | 25 227 | 26 744 | 26 483 | 26 816 | 26 884 | 26 884 |

## Administration

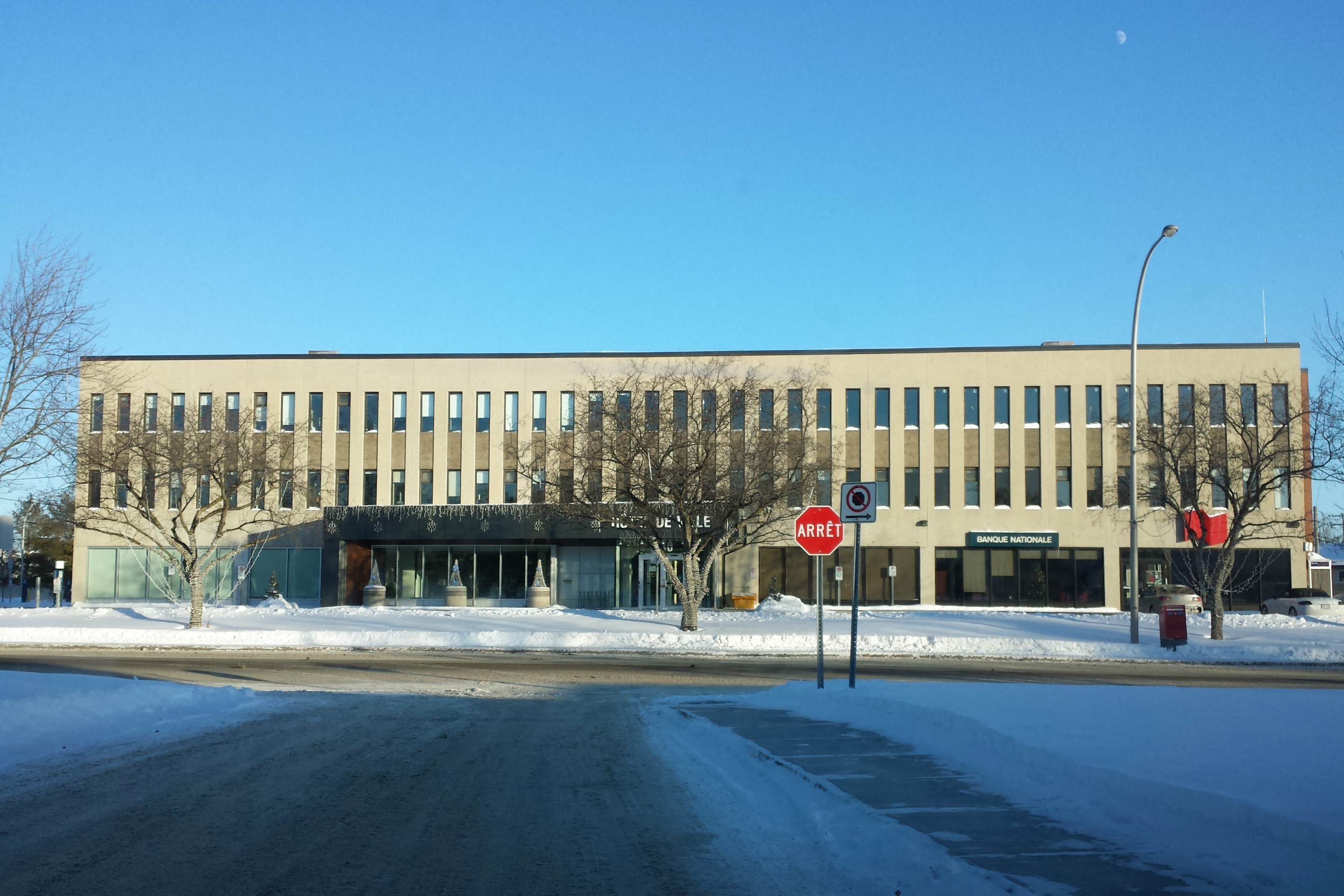
Hôtel de Ville

Les élections municipales se font en bloc et suivant un découpage de huit districts.
| Boisbriand Maires depuis 2002                                                                                         |                     |         |          |
| Élection | Maire               | Qualité | Résultat |
| 2002 | Robert Poirier      |         | Voir     |
| 2005 | Sylvie St-Jean      |         | Voir     |
| 2009 | Marlene Cordato     |         | Voir     |
| 2013 | Marlene Cordato     | Voir    |          |
| 2017 | Marlene Cordato     | Voir    |          |
| 2021 | Christine Beaudette |         | Voir     |
| Élection partielle en italique Depuis 2005, les élections sont simultanées dans toutes les municipalités québécoises. |                     |         |          |

## Culture & Patrimoine
Dans le cadre de sa Politique culturelle, Boisbriand met en valeur son histoire et son patrimoine.
La ville possède plusieurs maisons ancestrales sur son territoire. Un document dédié est disponible sur le site de la ville.
Le patrimoine bâti de la ville est abordé dans un documentaire réalisé en partenariat avec les Villes de la MRC de Thérèse-De Blainville. La maison ancestrale Léon Dion y est notamment décrite.

## Jumelages
La ville d’Annemasse est située en Haute-Savoie, aux pieds des Alpes françaises. C’est par le biais de l'Association France-Québec et Québec-France que de jeunes étudiants annemassiens sont venus occuper des postes dans les services municipaux durant la période estivale et que de jeunes québécois ont pu, à leur tour, découvrir la France et en particulier la ville d’Annemasse. Robert Borrel, maire d'Annemasse, tout comme Robert Poirier, maire de Boisbriand à l'époque, souhaitaient créer des liens plus forts entre leurs deux villes et ont officiellement signé un pacte d'amitié, le 6 octobre 2001. Depuis déjà quinze ans, les deux villes échangent périodiquement des informations, principalement par l'envoi de leurs revues municipales respectives, dans le but de favoriser le bon développement d'échanges amicaux, facilitant ainsi la compréhension réciproque et la connaissance de chaque ville.

## Éducation
La Commission scolaire de la Seigneurie-des-Mille-Îles administre les établissements scolaires francophones:
- École secondaire Jean-Jacques-Rousseau
- École de la Clairière[8]
- École des Grands-Chemins[9]
- École du Mai[10]
- École Gabrielle-Roy[11]
- École Gaston-Pilon[12]
- École Le Sentier[13]

Établissements scolaires francophones privés:
- Collège Boisbriand (école secondaire)

L'École Le Tandem à Sainte-Thérèse servi a autres parties de la ville.
La Commission scolaire Sir-Wilfrid-Laurier administre les établissements scolaires anglophones de la région. Ces écoles:
- École primaire Pierre Elliott Trudeau à Blainville[15]
- École secondaire Rosemère (en) à Rosemère[16]

## Sport
Le club de soccer sur le territoire de Boisbriand est le FC Boisbriand. Créé en 1977, il a été nommé Club de l'année pour le centenaire de la Fédération de soccer du Québec. Il compte un peu moins de 1 500 joueurs et compétitionne activement au plus haut niveau. Le développement est assuré par l'Académie du FC Boisbriand. Son tournoi annuel le Défi Boisbriand attire plus de 200 équipes lors de la fête du travail.
En 2011, la Ligue de hockey junior majeur du Québec annonce le déménagement du Junior de Montréal à Boisbriand. La concession a été achetée par un groupe d'hommes d'affaires reliés au monde du hockey, dont l'ex-hockeyeur et chroniqueur du Réseau des Sports Joël Bouchard.
Le Centre d’excellence Sports Rousseau, projet initié par Joël Bouchard devient réalité en septembre 2010. Le bâtiment est situé sur le boulevard de la Grande-Allée, dans la portion nord-ouest du Faubourg Boisbriand.
En plus d’être le domicile de l’Armada de Blainville-Boisbriand, l’une des formations de la Ligue de hockey junior-majeur du Québec (LHJMQ), ce centre sportif abrite aussi une patinoire secondaire pouvant réunir 200 spectateurs, deux patinoires aux dimensions réduites pour jeu à 3 contre 3, de même que deux surfaces d’entraînement synthétiques situées à même le hall d’entrée principal, un magasin sportif de grande superficie, un restaurant, un secteur administratif complet, un gymnase d’entraînement ainsi qu’un local de physiothérapie.
La première saison de l'équipe de l’Armada de Blainville-Boisbriand dans la LHJMQ est jouée en 2011-2012. Ses couleurs sont le noir et le blanc.

## Personnalités liées à la ville
- Frédérique Dufort, comédienne et doubleuse.
- Charline Labonté, médaillée olympique en hockey féminin.
- Pascal Dupuis, joueur de hockey évoluant avec les Penguins de Pittsburgh (NHL).
- Derek Aucoin, joueur de baseball ayant évolué dans les Ligues majeures de baseball.
- Sébastien Gauthier, joueur professionnel de hockey sur glace.
- Isabelle Gagné (MissPixels) est une Illustratrice, designer et artiste multimédia.
- Meshilem Feish Lowy II (en) de Tash

## Communauté juive hassidique
La communauté juive hassidique de Kiryas Tosh (village de Tosh) est située dans la partie ouest de la municipalité.
la communauté d'environ 550 ménages soit environ 3 200 personnes qui représente un dixième de la population de la municipalité a été fondée en 1964 par le Rebbe (Rabbin) Meshilem Feish Lowy II (en)  de Tash.